# Fozzy (album)
Albums de Fozzy
Happenstance
(2002)
Fozzy est le premier album du groupe de heavy metal américain Fozzy, et est donc un album éponyme. L'album est sorti le 24 octobre 2000, par Palm Pictures et Megaforce Records.

## Idée originale
Sauf Feel The Burn et End of Days, toutes les chansons de l'album sont des reprises (Krokus, Dio, Iron Maiden...), l'histoire virtuelle de Fozzy étant celle d'un groupe dont on vole toutes les chansons car ils sont bloqués au Japon.

## Sortie et accueil
Megaforce plaçait beaucoup d'espoir dans l'album, car ils pensaient que les fans de catch, et de Chris Jericho, allaient accrocher au concept de Fozzy, et acheter l'album, mais Fozzy fut un véritable échec commercial et ne se vendit qu'à 4 225 exemplaires. L'album ne se hissa pas non plus dans le Billboard 200. À cause de ce flop commercial, Megaforce annula la sortie de l'album en Europe, ainsi que la sortie d'un DVD documentaire sur Fozzy.

## Liste des titres
1. Stand Up And Shout - 3:39 (reprise  de Dio, sur l'album Holy Diver)
2. Eat The Rich - 4:05 (reprise de Krokus, sur l'album Headhunter)
3. Stay Hungry - 2:57 (reprise de Twisted Sister, sur l'album Stay Hungry)
4. The Prisoner - 6:19 (reprise de Iron Maiden, sur l'album The Number of the Beast)
5. Live Wire - 3:15 (reprise de Mötley Crüe, sur l'album Too Fast for Love)
6. End Of Days - 3:55 (chanson originale de Fozzy, écrite par Chris Jericho et Rich Ward)
7. Over The Mountain - 4:32 (reprise de Ozzy Osbourne, sur l'album Diary of a Madman)
8. Blackout - 3:39 (reprise de Scorpions, sur l'album Blackout)
9. Feel The Burn - 4:24 (chanson originale de Fozzy, écrite par Chris Jericho et Rich Ward)
10. Riding On The Wind - 3:09 (reprise de Judas Priest, sur l'album Screaming for Vengeance)

## Composition du groupe

### Musiciens
Fozzy
- Chris Jericho (en tant que Mongoose McQueen) - Chant
- Rich Ward (en tant que Duke LaRüe) - Guitare, chœurs
- Dan Dryden (en tant que Shawn "Sports" Pop) - Guitare basse, chœurs
- Frank Fontsere (en tant que KK LaFlame) - Percussions
- Ryan Mallam (en tant que The Kidd) - Guitare

Musiciens additionnels
- Butch Walker (Marvelous 3) - Solo de guitare et chant additionnel sur "Over The Mountain"
- Andy Sneap - Chant additionnel sur "Blackout"

### Production
- Michael Alago - Producteur exécutif
- John Briglevich - Producteur, ingénieur
- Fozzy - Producteurs
- Andy Sneap - Mixage